# Kada Dżubajl
Kada Dżubajl (arab. قضاء جبيل) – jednostka administracyjna w Libanie, należąca do Muhafazy Dżabal Lubnan, położona na północ od Bejrutu. Dystrykt zamieszkiwany jest głównie przez maronitów, w dalszej kolejności przez szyitów i pozostałych chrześcijan.

## Wybory parlamentarne
Na okręg wyborczy, obejmujący dystrykt Dżubajl, przypada 3 miejsca w libańskim Zgromadzeniu Narodowym (2 dla maronitów i 1 dla szyitów).